# Stożek dziewiczy
Stożek dziewiczy (Conus virgo) – indopacyficzny gatunek ślimaka z rodziny stożków (Conidae). Gatunek ten jest na tyle pospolity, iż bardzo często jest sprzedawany w nadmorskich miejscowościach jako wakacyjna pamiątka. Stożek ten, osiągający standardowo 7–10 cm długości, jest uznawany za najskromniej ubarwionego przedstawiciela rodziny Conidae. To właśnie tej, nieco ascetycznej jak na przedstawiciela tak „barwnej gromady”, fakturze muszli ślimak zawdzięcza swoją nazwę. Wyróżnikiem gatunku (odróżniającym go od np. Conus qercinus) jest fioletowe zakończenie syfonu, w zależności od osobnika mniej lub bardziej intensywnie wybarwione.